# Taipé Chinês nos Jogos Olímpicos de Inverno de 1988
Taipé Chinês participou dos Jogos Olímpicos de Inverno de 1988, realizados em Calgary, no Canadá. 
Foi a segunda aparição do país nos Jogos Olímpicos de Inverno com a designação de "Taipé Chinês" devido ao status político de Taiwan, onde foi representado por 14 atletas, sendo 12 deles homens e duas mulheres, que competiram em quatro esportes.

## Competidores
Esta foi a participação por modalidade nesta edição:
| Esporte             | Masculino | Feminino | Total |
| ------------------- | --------- | -------- | ----- |
| Bobsleigh           | 5         | 0        | 5     |
| Esqui alpino        | 5         | 0        | 5     |
| Luge                | 1         | 1        | 2     |
| Patinação artística | 1         | 1        | 2     |
| Total               | 12        | 2        | 14    |

## Desempenho

### Bobsleigh
Masculino
| Atletas                                                  | Trenó | Evento  | Descida 1 | Descida 1 | Descida 2 | Descida 2 | Descida 3 | Descida 3 | Descida 4 | Descida 4 | Total   | Total | Ref.  |
| Atletas                                                  | Trenó | Evento  | Tempo     | Pos.      | Tempo     | Pos.      | Tempo     | Pos.      | Tempo     | Pos.      | Tempo   | Pos.  | Ref.  |
| -------------------------------------------------------- | ----- | ------- | --------- | --------- | --------- | --------- | --------- | --------- | --------- | --------- | ------- | ----- | ----- |
| Chen Chin-san Lee Chen-tan                               | TPE-1 | Duplas  | 57.83     | 8º        | 1:00.22   | 19º       | 1:00.99   | 17º       | 1:00.07   | 18º       | 3:59.11 | 15º   | [ 3 ] |
| Sun Kuang-ming Chen Chin-sen                             | TPE-2 | Duplas  | 59.25     | 27º       | 1:01.54   | 35º       | 1:02.26   | 34º       | 1:02.01   | 35º       | 4:05.06 | 33º   | [ 3 ] |
| Chen Chin-san Chen Chin-sen Lee Chen-tan Wang Jauo-hueyi | TPE-1 | Equipes | 57.03     | 10º       | 58.94     | 23º       | 57.98     | 23º       | 58.80     | 23º       | 3:52.75 | 22º   | [ 4 ] |

### Esqui alpino
Masculino
| Atleta         | Evento         | Descida 1 | Descida 1 | Descida 2 | Descida 2 | Total   | Total | Ref.  |
| Atleta         | Evento         | Tempo     | Pos.      | Tempo     | Pos.      | Tempo   | Pos.  | Ref.  |
| -------------- | -------------- | --------- | --------- | --------- | --------- | ------- | ----- | ----- |
| Ong Ching-ming | Super G        | —         | —         | —         | —         | 2:17.22 | 55º   | [ 5 ] |
| Ong Ching-ming | Slalom gigante | DSQ       | DSQ       | DSQ       | DSQ       | DSQ     | DSQ   | [ 6 ] |
| Ong Ching-ming | Slalom         | DNF       | DNF       | DNF       | DNF       | DNF     | DNF   | [ 7 ] |
| Lin Chi-liang  | Super G        | —         | —         | —         | —         | 2:30.81 | 57º   | [ 5 ] |
| Lin Chi-liang  | Slalom gigante | DSQ       | DSQ       | DSQ       | DSQ       | DSQ     | DSQ   | [ 6 ] |
| Tang Wei-tsu   | Super G        | —         | —         | —         | —         | DSQ     | DSQ   | [ 5 ] |
| Tang Wei-tsu   | Slalom         | DSQ       | DSQ       | DSQ       | DSQ       | DSQ     | DSQ   | [ 7 ] |
| Chen Tong-jong | Slalom gigante | DSQ       | DSQ       | DSQ       | DSQ       | DSQ     | DSQ   | [ 5 ] |
| Chen Tong-jong | Slalom         | 1:33.57   | 64º       | 1:17.53   | 49º       | 2:51.10 | 48º   | [ 7 ] |
| Kuo Koul-hwa   | Slalom gigante | DSQ       | DSQ       | DSQ       | DSQ       | DSQ     | DSQ   | [ 5 ] |

### Luge
Masculino
| Atletas        | Evento     | Descida 1 | Descida 1 | Descida 2 | Descida 2 | Descida 3 | Descida 3 | Descida 4 | Descida 4 | Total    | Total | Ref.  |
| Atletas        | Evento     | Tempo     | Pos.      | Tempo     | Pos.      | Tempo     | Pos.      | Tempo     | Pos.      | Tempo    | Pos.  | Ref.  |
| -------------- | ---------- | --------- | --------- | --------- | --------- | --------- | --------- | --------- | --------- | -------- | ----- | ----- |
| Sun Kuang-ming | Individual | 49.601    | 33º       | 51.584    | 35º       | 48.986    | 30º       | 51.429    | 34º       | 3:21.600 | 32º   | [ 8 ] |

Feminino
| Atletas     | Evento     | Descida 1 | Descida 1 | Descida 2 | Descida 2 | Descida 3 | Descida 3 | Descida 4 | Descida 4 | Total    | Total | Ref.  |
| Atletas     | Evento     | Tempo     | Pos.      | Tempo     | Pos.      | Tempo     | Pos.      | Tempo     | Pos.      | Tempo    | Pos.  | Ref.  |
| ----------- | ---------- | --------- | --------- | --------- | --------- | --------- | --------- | --------- | --------- | -------- | ----- | ----- |
| Teng Pi-hui | Individual | 48.282    | 21º       | 48.431    | 21º       | 49.610    | 24º       | 50.804    | 24º       | 3:17.127 | 24º   | [ 9 ] |

### Patinação artística
Masculino
| Atleta    | Evento     | FC | PC | PL          | Pontos      | Pos. | Ref.   |
| --------- | ---------- | -- | -- | ----------- | ----------- | ---- | ------ |
| David Liu | Individual | 25 | 23 | Não avançou | Não avançou | 25º  | [ 10 ] |

Feminino
| Atleta      | Evento     | FC | PC | PL          | Pontos      | Pos. | Ref.   |
| ----------- | ---------- | -- | -- | ----------- | ----------- | ---- | ------ |
| Pauline Lee | Individual | 29 | 29 | Não avançou | Não avançou | 29º  | [ 11 ] |

Legenda
| Recorde mundial      | Recorde mundial (World record)               |                       | Recorde africano                      | Recorde africano (African) |                                           | Q | Classificado por posição (Qualified) |
| Recorde olímpico     | Recorde olímpico (Olympic record)            | Recorde da América    | Recorde da América (Americas)         | q                          | Classificado por melhor tempo (Qualified) |   |                                      |
| Melhor marca do ano  | Melhor marca do ano (World leading)          | Recorde asiático      | Recorde asiático (Asian)              | DNS                        | Não largou (Did not start)                |   |                                      |
| Recorde nacional     | Recorde nacional (National record)           | Recorde europeu       | Recorde europeu (European)            | DNF                        | Não terminou (Did not finish)             |   |                                      |
| Recorde pessoal      | Recorde pessoal do atleta (Personal best)    | Recorde da Oceania    | Recorde da Oceania (Oceania)          | DSQ / DQ                   | Desclassificado (Disqualified)            |   |                                      |
| Recorde da temporada | Recorde da temporada do atleta (Season best) | Recorde sul-americano | Recorde sul-americano (South America) | NM                         | Sem marca (No mark)                       |   |                                      |